# Chiesa di San Giorgio (Macerata)
La chiesa di Santo Giorgio è una chiesa cattolica in stile neoclassico situata in Piazza XXX Aprile, nella città di Macerata, nella regione Marche.

## Storia
Una chiesa sul sito era presente fin dal XIII secolo, ma la struttura attuale fu eretta nel 1792 al 1798 da Cosimo Morelli . La facciata classica (eretta nel 1842) con pilastri grandi e timpano triangolare fu progettata da Agostino Benedettelli . La chiesa è dedicata ai santi: Giorgio, Stefano e Martino di Tours. All'interno si conservano un crocifisso fatto di legno del XVI secolo e una venerata immagine della Madonna della Salute attribuita a Giovanni Battista Salvi, detto il Sassoferrato, donata alla chiesa nel 1666.

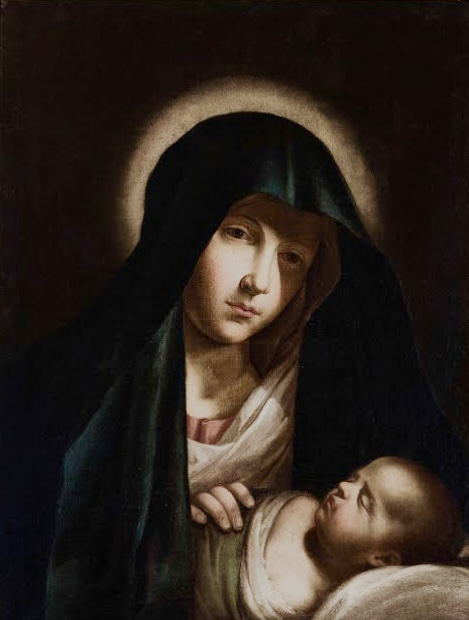
Immagine della Madonna della Salute, incoronata nel 1749.